# Роман Косецький
Роман Яцек Косецький (пол. Roman Jacek Kosecki; нар. 15 лютого 1966, Пясечно, Польща) — польський футболіст, футбольний діяч та політик, виступав на позиції правого нападникаа та півзахисника. Був капітаном гравець збірної Польщі. У 2012-2016 роках віце-президент правління Польської футбольної асоціації з навчання.
Член польського Сейму V, VI, VII і VIII каденцій.

## Клубна кар'єра
Футбольну кар'єру розпочав у клубі РКС Міркув (1980—1983), потім виступав за РКС Урсус (до 1986). У 1987—1990 роках виступав у варшавських клубах — «Гвардія» та «Легія». Будучи гравцем «Гвардії» офіційно вважався офіцером громадянської міліції, а також курсантом ЗОМО (Моторизована підтримка громадянської міліції). Фактично ж до цих формувань не мав жодного стосунку, натомість грав тільки у футбольній команді. Прокурор ІПН у 2008 році визнав люстраційну декларацію Романа правдивою.
З 1989 року був пов'язаний з «Легією», увійшов до Галерії Слави цього клубу. У футболці варшавської «Легії» зіграв 51 матч та відзначився 12-а голами, двічі здобував кубок Польщі (1989, 1990), а також 1 суперкубок Польщі (1990). Згодом виступав у закордонних клубах; був гравцем турецького «Галатасарая» (1991—1992), іспанських «Осасуни» (1992—1993) та «Атлетіко Мадрид» (1993—1995), французьких «Нанта» (1995—1996) та «Монпельє» (1996—1997). У 1997 році на нетривалий період часу повернувся до «Легії». Наприкінці кар'єри виїхав до США, де став гравцем «Чикаго Файр». Він приєднався до клубу з Major League Soccer напередодні матчу-відкриття сезону 1998 року, де партнерами Косецького по команди були інші поляки Пйотр Новак та Єжи Подброзний. Роман також відзначився дебютним голом в історії «Файр» у переможному (2:0) проти «Маямі Ф'южн». Також допоміг клубу з Чикаго завоювати Кубок МЛС та Відкритий кубок США. У MLS провів два сезони, відзначився 12-а голами та 19-а гольовими передачами, після чого завершив кар'єру футболіста.

## Кар'єра в збірній
У футболці національної збірної Польщі зіграв 69 матчів (член клубу «Видатних збірників»). Дебютував за головну команду ще будучи гравцем «Гвардії», у 1988 році проти Румунії. Разом з ним у тому матчі дебютантами також були Ришард Янковський («Лех Познань») та Ришард Циронь («Гурник Забже»). У чотирнадцяти матчах був капітаном команди. Завершив кар'єру в збірній, коли в матчі зі Словаччиною в Братиславі (11 жовтня 1995 року) отримавши червону картку за демонстрацію фото на сорочці під час заміни.

### Голи за збірну
Таблиця рахунків та результатів. Голи збірної Польщі знаходяться на першому місці:
| #  | Дата           | Місце                           | Суперник   | Результат | Змагання      |
| -- | -------------- | ------------------------------- | ---------- | --------- | ------------- |
| 1  | 10 лютого 1988 | Тель-Авів, Ізраїль              | Ізраїль    | 3–1       | Товариський   |
| 2  | 13 липня 1988  | Нова Британія, США              | США        | 2–0       | Товариський   |
| 3  | 13 липня 1988  | Нова Британія, США              | США        | 2–0       | Товариський   |
| 4  | 8 лютого 1989  | Сан-Хосе (Коста-Рика)           | Коста-Рика | 4–2       | Товариський   |
| 5  | 14 лютого 1989 | Пуебла, Мексика                 | Мексика    | 1–3       | Товариський   |
| 6  | 11 лютого 1990 | Каїр, Єгипет                    | Кувейт     | 1–1       | Товариський   |
| 7  | 4 травня 1990  | Чикаго, США                     | Колумбія   | 1–2       | Товариський   |
| 8  | 21 травня 1990 | Марсель, Франція                | ОАЕ        | 4–0       | Товариський   |
| 9  | 10 жовтня 1990 | Варшава, Польща                 | США        | 2–3       | Товариський   |
| 10 | 19 грудня 1990 | Волос, Греція                   | Греція     | 2–1       | Товариський   |
| 11 | 17 квітня 1991 | Варшава, Польща                 | Туреччина  | 3–0       | кв. Євро 1992 |
| 12 | 19 травня 1992 | Зальцбург, Австрія              | Австрія    | 4–2       | Товариський   |
| 13 | 19 травня 1992 | Зальцбург, Австрія              | Австрія    | 4–2       | Товариський   |
| 14 | 5 липня 1992   | Гватемала, Гватемала            | Гватемала  | 2–2       | Товариський   |
| 15 | 5 липня 1992   | Гватемала, Гватемала            | Гватемала  | 2–2       | Товариський   |
| 16 | 9 лютого 1994  | Санта-Крус-де-Тенерифе, Іспанія | Іспанія    | 1–1       | Товариський   |
| 17 | 4 вересня 1994 | Тель-Авів, Ізраїль              | Ізраїль    | 1–2       | кв. Євро 1996 |
| 18 | 25 квітня 1995 | Забже, Польща                   | Ізраїль    | 4–3       | кв. Євро 1996 |
| 19 | 7 червня 1995  | Забже, Польща                   | Словаччина | 5–0       | кв. Євро 1996 |

## Політична та спортивна діяльність
У 1989 році під час виборчої кампанії підтримав «Солідарність».
Він заснував футбольну школу в Констанціне-Єзерні під назвою МУКС Коса-Констанцін, яка займається навчанням молоді. У 2002-2005 роках він був членом гміни Комунітету Констанцин-Єзьорна (він був обраний зі списку комітету «Право-Батьківщина-Співдружність»). На парламентських виборах 2005 року, отримавши 4395 голосів, був обраний депутатом п'ятої каденції за списком Громадянської платформи від варшавського округу. Проте не вступив до партії. На парламентських виборах 2007 року вдруге отримав парламентський мандат, отримавши 6847 голосів.
У 2007 році оголосив, що буде балотуватися на посаду президента Польської футбольної асоціації, але незабаром відмовився від своїх намірів, стверджуючи, що польському футболу не потрібний президент, пов'язаний з політичною партією. На парламентських виборах 2011 року він успішно подав заяву на переобрання до Сейму, отримавши 4603 голоси . 26 жовтня 2012 року він програв вибори президента ПЗПН, але після перемоги Збігнев Бонека став віце-президентом футбольної асоціації. Працював на цій посаді до 2016 року. Він також безуспішно балотувався за ГП на виборах до Європейського Парламенту 2014 року. 
У 2015 році він знову був обраний до Сейму, отримавши 3258 голосів . У Сеймі восьмої каденції став членом Комітету з фізичної культури, спорту та туризму.

## Особисте життя
У 2000 році закінчив ліцей для дорослих при Школі економіки у Варшаві. Одружений, має двох дітей (в тому числі й сина Якуба, гравця збірної Польщі).

## Досягнення

### Клубні
- Кубок Польщі
  -  Володар (2): 1988/89, 1989/90

- Суперкубок Польщі
  -  Володар (1): 1989

- Кубок Туреччини
  -  Володар (1): 1990/91

- Суперкубок Туреччини
  -  Володар (1): 1991

- Major League Soccer
  -  Чемпіон (1): 1998

- Відкритий кубок США
  -  Володар (1): 1998

### Індивідуальні
- Футболіст року (Польща, Пілка ножна) (1): 1994